# Fernando Meira
Fernando José da Silva Freitas Meira (Guimarães, 5 de junio de 1978), más conocido como Fernando Meira, es un exfutbolista portugués que jugaba de defensa central. Ha sido internacional con la selección de fútbol de Portugal. 

## Selección nacional
Ha sido internacional con la selección de fútbol de Portugal en 54 ocasiones marcando dos goles. Además fue convocado para el Mundial 2006 y para la Eurocopa de 2004 y de 2008.

### Participaciones en Copas del Mundo
| Mundial                        | Sede     | Resultado    |
| ------------------------------ | -------- | ------------ |
| Copa Mundial de Fútbol de 2006 | Alemania | Cuarto lugar |

### Participaciones en Eurocopas
| Edición       | Sede            | Resultado        |
| ------------- | --------------- | ---------------- |
| Eurocopa 2004 | Portugal        | Finalista        |
| Eurocopa 2008 | Austria · Suiza | Cuartos de final |

## Clubes
| Club                    | País     | Año       |
| ----------------------- | -------- | --------- |
| Vitória Guimarães       | Portugal | 1995-1998 |
| Felgueiras              | Portugal | 1998-1999 |
| Vitória Guimarães       | Portugal | 1999-2000 |
| SL Benfica              | Portugal | 2000-2001 |
| VfB Stuttgart           | Alemania | 2002-2008 |
| Galatasaray Spor Kulübü | Turquía  | 2008-2009 |
| FC Zenit                | Rusia    | 2009-2011 |
| Real Zaragoza           | España   | 2011-2012 |

## Palmarés

### Campeonatos nacionales
| Título        | Equipo        | País     | Año  |
| ------------- | ------------- | -------- | ---- |
| 1. Bundesliga | VfB Stuttgart | Alemania | 2007 |